# Wasserburg Gültstein
Die Wasserburg Gültstein ist eine abgegangene Wasserburg im heutigen Stadtteil Gültstein von Herrenberg in Baden-Württemberg.
Der Burgstall ist eingebettet in dem weiten Ammerbogen im Bereich der Einmündung der Hirsauer Straße in den Uferweg (Flurstücke Nr. 300, 1078, 1078/1, 1078/4, 1082/1–3, 1083/2, 1083/3, 1084/1). Sie wurde wohl vom erstmals Anfang des 12. und bis Ende des 14. Jahrhunderts belegten Ortsadel erbaut. 1957 wurden Teile der Umfassungsmauer freigelegt, weitere historische Daten fehlen aber bis jetzt.

## Weitere Burgen
Eine zweite Burg stand vermutlich in der Gegend der Einmündung der Torstraße in die Zehnthofstraße. Die dritte Burg wird westlich von Gültstein auf einem Höhenrücken bei Nebringen vermutet.